# 푸쿠
푸쿠(Kobus megaceros)는 소과 물영양속에 속하는 중형 크기의 영양이다. 콩고 민주 공화국 남부 지역과 나미비아 그리고 잠비아의 습윤 초원 지대에서 서식한다. 서식지 감소때문에 개체수의 거의 1/3은 동물원과 국립공원 그리고 여러 보호 지역에서 발견된다. 어깨 높이는 약 80cm, 몸무게는 70~80kg 정도이다.